# Women's ITF Irapuato Club de Golf Santa Margarita 2013
Il Women's ITF Irapuato Club de Golf Santa Margarita 2013 è stato un torneo femminile di tennis giocato sul cemento. È stata la 7ª edizione del torneo del Women's ITF Irapuato Club de Golf Santa Margarita, che fa parte della categoria ITF 25 K nell'ambito dell'ITF Women's Circuit 2013. Il torneo si è giocato al Club de Golf Santa Margarita di Irapuato, dal 4 al 10 marzo 2013.

## Partecipanti

### Teste di serie
| Nazionalità | Giocatrice        | Ranking* | Teste di serie |
| ----------- | ----------------- | -------- | -------------- |
| Austria     | Yvonne Meusburger | 144      | 1              |
| Francia     | Caroline Garcia   | 149      | 2              |
| Canada      | Stéphanie Dubois  | 150      | 3              |
| Australia   | Jarmila Gajdošová | 160      | 4              |
| Serbia      | Aleksandra Krunić | 167      | 5              |
| Israele     | Julia Glushko     | 175      | 6              |
| Regno Unito | Anne Keothavong   | 183      | 7              |
| Russia      | Alla Kudryavtseva | 204      | 8              |

* Le teste di serie sono basate sul ranking al 25 febbraio 2013

### Altre partecipanti
Le seguenti giocatrici hanno ricevuto una wild card per il tabellone principale:
- Ana Sofía Sánchez
- Marcela Zacarías
- Victoria Rodríguez
- Ximena Hermoso

Le seguenti giocatrici sono passate dalle qualificazioni:

- Katarzyna Piter
- Nicole Rottmann
- Carolina Zeballos
- Laura Pigossi
- Macall Harkins
- Lenka Wienerová
- Carolina Betancourt
- Camila Silva
- Stephanie Kent (lucky loser)

## Campionesse

### Singolare
Aleksandra Krunić ha battuto in finale  Ol'ga Savčuk con il punteggio di 7–6(4), 6–4.

### Doppio
Alla Kudryavtseva /  Ol'ga Savčuk hanno battuto in finale  Aleksandra Krunić /  Amra Sadiković con il punteggio di 4–6, 6–2, [10–6].